# Wiadomości Google
Wiadomości Google (ang. Google News) – internetowy agregator wiadomości z serwisów informacyjnych. Został uruchomiony w wersji beta we wrześniu 2002, z której wyszedł 23 stycznia 2006.
Dostępny jest w różnych wersjach dla ponad 20 regionów i 12 języków, które są ciągle uzupełniane. Aktualnie dostępne języki to angielski, niemiecki, francuski, hiszpański, włoski, portugalski, chiński (z tradycyjnymi lub uproszczonymi znakami), polski, japoński, koreański, duński, arabski, hebrajski, norweski i szwedzki.